# Agrochola semiconfluens
Agrochola semiconfluens là một loài bướm đêm trong họ Noctuidae.